# 岩﨑弘志のてゲてゲハイスクール
『岩﨑弘志のてゲてゲハイスクール』（いわさきこうじのてゲてゲハイスクール）は、2012年（平成24年）4月1日から毎週日曜日14時半から15時25分までからMBC南日本放送のMBCラジオで放送されているバラエティ番組である。
番組名の通り、鹿児島県内の高等学校に通う学生や教員が生出演し、学校や自分たちのエピソードを紹介している。キャッチコピーは「高校生が作る、高校生のためのラジオ番組!」。パーソナリティはMBCアナウンサーの岩﨑弘志が務めている。
本項では、番組終了時間の直後から続けて放送される、関連ラジオ番組『#てゲてゲハウス』についても解説する。

## 概要
MBCテレビで放送している情報バラエティ番組『てゲてゲ』から派生したラジオ番組。
番組タイトルは当初は「岩﨑弘志のTEGE2ハイスクール」表記だったが、番組ロゴの変更時に「岩﨑弘志のてゲてゲハイスクール」表記に変更。かつては、13時から14時まで放送されていた。
岩﨑がスタジオを飛び出し中継放送を行うこともあり、その際にはMBCタレントの薗田彩や竹之内雄太が司会を代行する。2023年（令和5年）11月5日には、ゲストであるMBS毎日放送アナウンサーの福島暢啓と岩﨑の2人で、鹿児島市の各地へ行き中継放送を行った。
司会の岩﨑が夏休み等で休んだ際には薗田彩や竹之内雄太が司会を代行しており、岩﨑が育児休業を取得した2024年（令和6年）3月から5月までの3か月間は、薗田彩が司会を代行。
『#てゲてゲハウス』も含めアシスタントディレクターを務めるMBCタレントの川原田優華が、中継リポーターとして出演することもある。

## #てゲてゲハウス
2016年（平成28年）4月3日からは、毎週日曜日15時30分から16時55分まで鹿児島県内の大学生や短大生たちが出演する関連番組『#てゲてゲハウス』が放送されている。こちらも岩﨑がパーソナリティを務めており、リポーターは薗田彩や竹之内雄太が務めている。
前番組『Hello!みちようび』が行っていた「じゃっど!すっど!きばっど!南さつま」のコーナーは、引き続きこの番組で15時54分からの6分枠で行われており、南さつま市の人物やイベントなどを紹介している。
番組タイトルにある記号は、MBC公式サイトにおいては全て番号記号である半角井桁の「#」で記されているが、媒体によってはシャープの「♯」で表記されている場合もある。

## 出演者
趣旨が学生と行う番組であるため、大学生の番組進行役やアシスタントディレクターを募集することもある。2022年（令和4年）9月までは、MBCタレントの赤岩瞳もリポーターとして出演していた。

### パーソナリティ
- 岩﨑弘志[注釈 4]

### リポーター
- 薗田彩[注釈 5]
- 竹之内雄太[注釈 5]
- 川原田優華[注釈 5]